# 熊坂伸広
熊坂 伸広（くまさか のぶひろ）は、札幌テレビ放送元社員、ニュースキャスター。

## 経歴
- 1978年、札幌テレビ放送（STV）に入社[1]。
- 1991年10月 - 2001年3月　報道制作局報道部報道デスク。「どさんこワイド」初代ニュースキャスターを務め、スタジオから「報道部の熊坂さん」とたびたび中継をつながれたことで、北海道では広く名前を知られるようになる。
- その後、メディアプロデューサー室[2]エグゼクティブマネージャー[3]、2012年2月1日よりラジオ推進室長[4]・STVラジオ取締役編成営業本部長[3]を歴任し、2013年7月1日より帯広放送局長[4]。2021年10月7日のどさんこワイド17930周年スペシャルに初代キャスターとして20年ぶりに出演。